# ループ不変量コード移動
ループ不変量コード移動 とは、ループの内部の文脈に依存しない命令をループの外に移す最適化手法である。

## 例
以下のKotlinで書かれたソースコードを考える。
```
val
 
offset
 
=
 
15

var
 
sum
 
=
 
0

for
 
(
i
 
in
 
0.
.
10
)
 
{

  
val
 
r
 
=
 
offset
 
+
 
3

  
sum
 
+=
 
r

}

println
(
"sum is 
$
sum
"
)

```

以上のコードはsum is 180と出力する。変数rに注目すると、ループ変数iに関わらず常にoffset + 3である。そのため、ループの外に初期化を移動させても意味論は変わらない。
最適化が施された後のコードを提示する。
```
val
 
offset
 
=
 
15

var
 
sum
 
=
 
0

val
 
r
 
=
 
offset
 
+
 
3

for
 
(
i
 
in
 
0.
.
10
)
 
{

  
sum
 
+=
 
r

}

println
(
"sum is 
$
sum
"
)

```